# Mamoun Bouhdoud
Mamoune Bouhdoud, né le 3 mai 1983 à Agadir est un ingénieur et homme politique marocain. 

## Biographie
Après un baccalauréat scientifique à Agadir (Maroc), Mamoune Bouhdoud entre en classes préparatoires scientifiques au lycée Henri-IV à Paris. En 2004, il intègre l'École polytechnique de Paris  puis l'École nationale des Mines de Paris en 2007. Dans le cadre de sa formation à l’École polytechnique, il effectua son service civil à l'Institut national du sport, de l'expertise et de la performance (INSEP) de Paris.

## Parcours professionnel
Il commence sa carrière par un bref passage en tant qu’ingénieur financier à la Société générale à Paris. En 2008, la banque d’affaires américaine Morgan Stanley le recrute au sein de son département « Fixed Income » à Londres ; il y restera jusqu’en 2012.
Le 10 octobre 2013, il est nommé par le roi Mohammed VI ministre délégué auprès du ministre de l’Industrie, du Commerce, de l’Investissement et de l’Économie numérique, chargé des Petites entreprises et de l’Intégration du secteur informel.
Il devient, à 30 ans, le plus jeune ministre du gouvernement marocain.
En 2015, Mamoune Bouhdoud fait voter la loi sur le statut de l’autoentrepreneur, destiné à simplifier le travail indépendant et à l’adapter aux nouveaux métiers du numérique. À sa première année de mise en œuvre, ce dispositif rencontre un certain succès. Au 1er décembre 2016, le ministère de l’Industrie, du Commerce, de l’Investissement et de l’Économie numérique comptabilise plus de 40 100 demandes d'inscription, soit le double de l’objectif fixé.